# Abu Bakar Apong

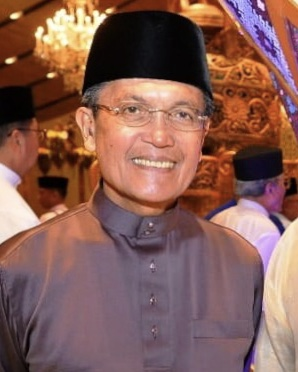
Apong (2019)

Abu Bakar Apong (* 19. September 1948) (vollständiger Name Yang Berhormat Pehin Orang Kaya Seri Kerna Dato Seri Setia Haji Abu Bakar bin Haji Apong) ist ein bruneiischer Politiker. Er ist Mitglied des Legislative Council und seit 2015 Innenminister. Davor hatte er schon weitere Ministerposten, unter anderem für Bildung, Kommunikation und Gesundheit inne.

## Leben

### Ausbildung
Abu Bakar erhielt seine Ausbildung an der Universität Malaya, wo er 1972 einen Bachelor of Arts erwarb. An der Lancaster University erhielt er 1980 einen Master of Arts.

### Karriere
Zunächst arbeitete Abu Bakar als Education Officer. 1974 war er Lehrer und wurde zum Schulleiter der Maktab Melayu Paduka Seri Begawan Sultan befördert. 1975 erhielt er einen Posten als Head of Planning, Research and Guidance beim Education Department für fünf Jahre. 1980 wurde er zum Head of Training Unit im Position Office ernannt. Ein Jahr später arbeitete er als Senior Administrative Officer im General Office des Sultans bis 1984.
Bald nach der Unabhängigkeit Bruneis am 1. Januar 1984 wurde Abu Bakar zum Director of Education ernannt. Ein Jahr später wurde er zum Deputy Vice-Chancellor (Stellvertretenden Vize-Kanzler) der Universität von Brunei Darussalam ernannt und noch im selben Jahr wurde er Permanent Secretary im Büro des Premierministers (bis 1991).
1991 wurde er zum Vice-Chancellor der University Brunei Darussalam ernannt und 1999 Permanent Secretary (Professional) im Ministry of Education.
2002 wurde Abu Bakar von Sultan Hassanal Bolkiah als Mitglied des Brunei Cabinet Ministers ernannt. Sein erster Aufgabenbereich war der als Minister of Health. Am 24. Mai 2005 folgte er auf Zakaria Sulaiman als Minister of Communications. Nach 5 Jahren wurde er als Minister of Education (29. Mai 2010) berufen in Nachfolge von Abdul Rahman Mohamed Taib.
Am 22. Oktober 2015 wurde er als Minister of Home Affairs berufen und nach einer Kabinettsumbildung im Januar 2018 erneut berufen.